# Pavillon Bouret
Le pavillon Bouret ou pavillon Royal est un château situé sur les communes de Seine-Port et de Nandy en Seine-et-Marne, en lisière sud de la forêt de Rougeau.

## Galerie

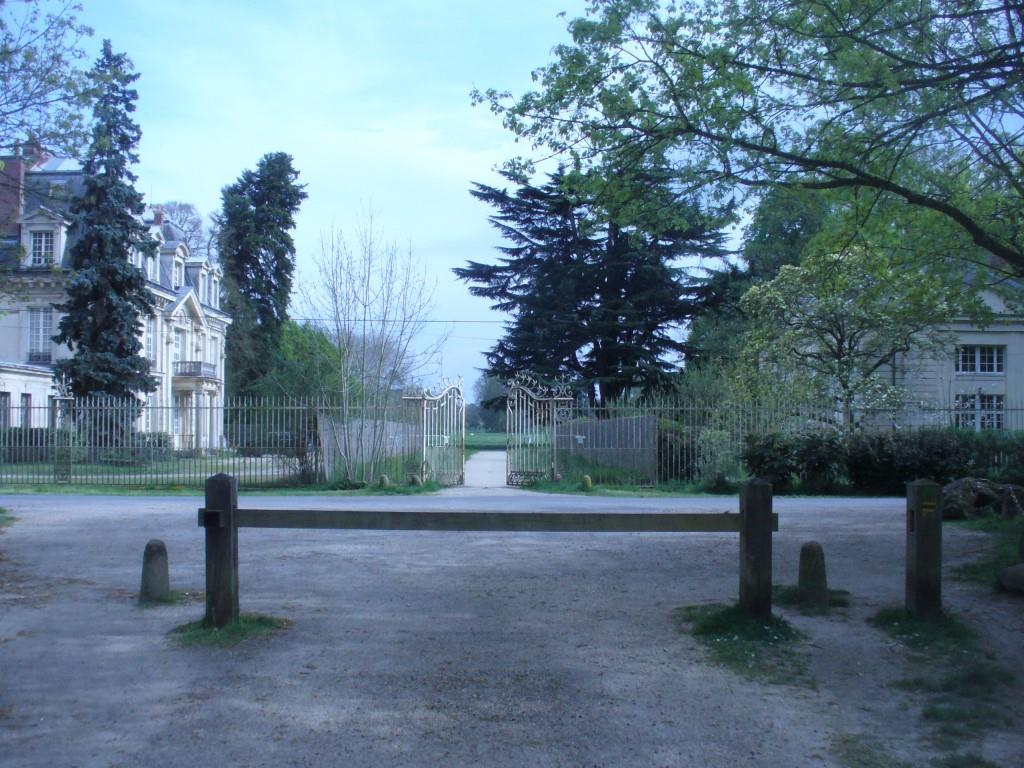
Entrée domaine du pavillon royal, à Nandy.
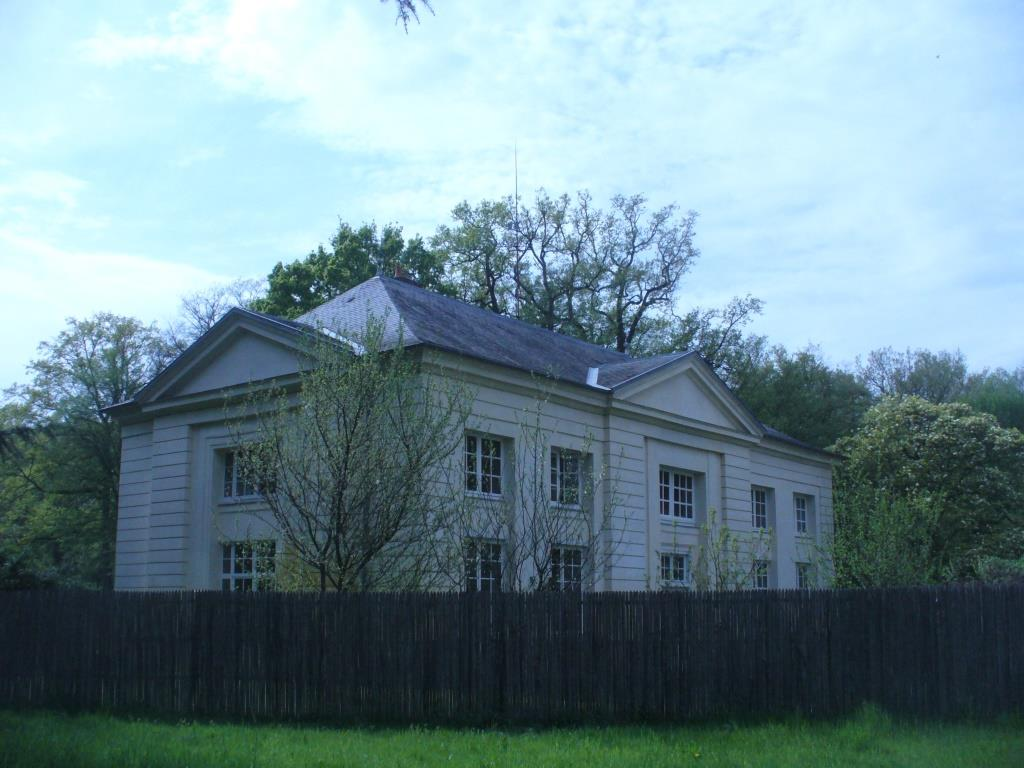
Pavillon, domaine du pavillon royal, à Nandy.
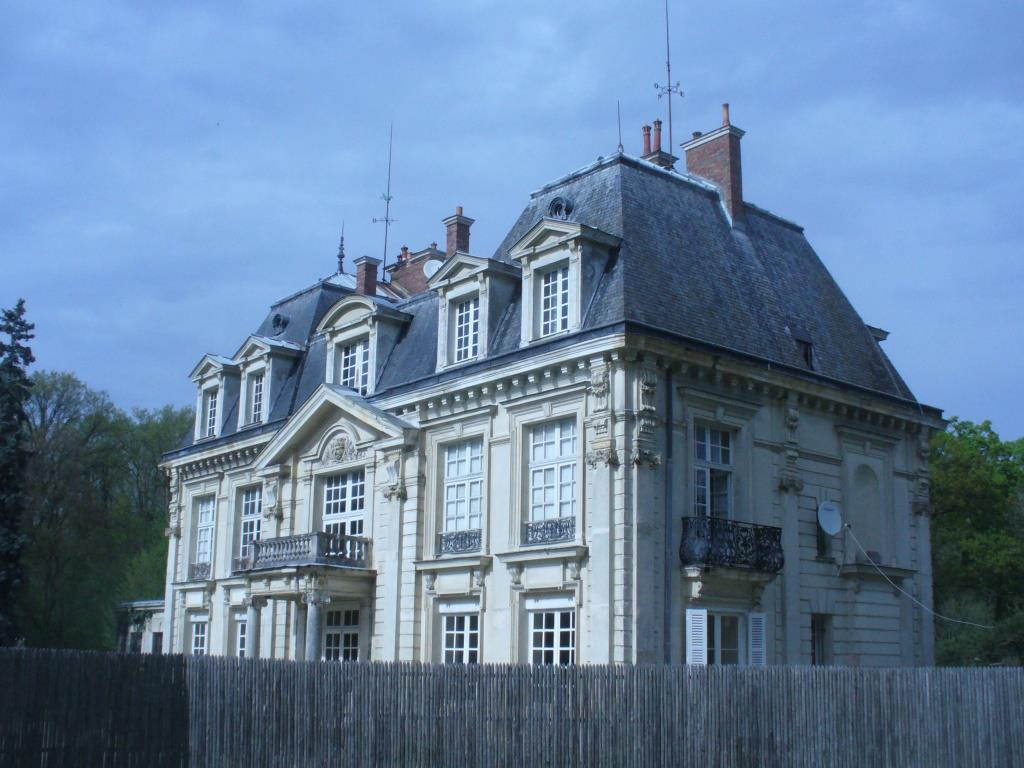
Pavillon, domaine du pavillon royal, à Nandy.